# Маломирово
Маломирово (болг. Маломирово) — село в Болгарии. Находится в Ямболской области, входит в общину Елхово. Население составляет 408 человек.

## Политическая ситуация
В местном кметстве Маломирово, в состав которого входит Маломирово, должность кмета (старосты) исполняет Павли Тонев Павлов (коалиция в составе 2 партий: Болгарская социал-демократия (БСД), Болгарская социалистическая партия (БСП)) по результатам выборов правления кметства.
Кмет (мэр) общины Елхово — Петыр Андреев Киров (коалиция партий: Граждане за европейское развитие Болгарии (ГЕРБ), Демократы за сильную Болгарию (ДСБ), Земледельческий народный союз (ЗНС), Союз демократических сил (СДС), Союз свободной демократии (ССД)) по результатам выборов в правление общины.